# 穆埃拉堡
穆埃拉堡，是西班牙卡斯蒂利亚-拉曼恰瓜达拉哈拉省的一个市镇。总面积21平方公里，总人口37人（2001年），人口密度2人/平方公里。